# Nāḩiyat Zarāyan
Nāḩiyat Zarāyan (arabiska: ناحية زراين, kurdiska: Zeṟayen, زەڕايەن) är ett underdistrikt i Irak.   Det ligger i provinsen Sulaymaniyya, i den nordöstra delen av landet, 250 km nordost om huvudstaden Bagdad.